# Wilton Kullmann
Wilton Kullmann (Bad Kreuznach, 28 mei 1926 – Bad Kreuznach, 28 november 2016) was een Duitse componist, tekstdichter, architect en leraar. Hij gebruikte voor zijn muzikale werken meestal het pseudoniem Lucky Heliandos.

## Levensloop
Kullmann doorliep naar Reichsarbeitsdienst en dienst bij het Duitse leger tijdens de Tweede Wereldoorlog een opleiding als timmerman. Hij studeerde architectuur en pedagogiek aan de Johann Wolfgang Goethe Universiteit in Frankfurt am Main. Rond 33 jaar was hij werkzaam als leraar aan een school in het middelbaar beroepsonderwijs. Als componist was hij autodidact; als amusementsmuzikant was hij bezig in Duitsland en in de Verenigde Staten.
Hij schreef een aantal werken voor orkest, harmonieorkest, maar ook populaire werken.
Kullmann overleed in 2016 op 90-jarige leeftijd.

## Composities

### Werken voor orkest
- 1980 Passing the Planets
  1. Intro
  2. Mercury
  3. Mars
  4. Venus
  5. Uranus
  6. Neptune
  7. Saturn
  8. Jupiter
  9. Pluto
  10. Departure
- Bleib' stets bei mir
- Der Alte und seine Gitarre
- Ein Mensch ohne Freund ohne Liebe
- Freundschaft ist das Band
- Ich liebe dich
- Ist es denn schon vorbei
- Mein Herz, meine Liebe
- Melodie Melancholie
- Nur die Liebe endet nie
- So wie damals
- Traum von Bermuda
- Umarme mich

### Werken voor harmonieorkest
- 1978 Destination
- 1982 Aurora, feestelijk voorspel
- 1983 Klarinetten-Stafetten, voor 2 klarinetten en harmonieorkest
- 1982 Solitüde, voor dwarsfluit (of hobo) en harmonieorkest
- 1984 Trumpet-Match, voor 2 tot 4 trompetten en harmonieorkest
- 1986 Sentimental Saxos, voor 2 tot 4 saxofoons en harmonieorkest
- 1986 Hot Temper
- 1990 Zurück zum ersten Jahrhundert, voor gemengd koor en harmonieorkest
  1. Introduktion
  2. Pompeji
  3. Die Galeere
  4. Golgotha
- Dignified Celebration
- Dreaming Prairie
- Introduktion
- Laudatio per musicam
- Letztes Geleit
- Sweet Dreams

### Vocale muziek

#### Werken voor koor
- Mein Heimatland, voor mannenkoor
- Mein schönes Nahetal, voor mannenkoor
- Rheinland-Pfalz-Hymne, voor gemengd koor

#### Liederen
- Es ist ein Mensch, voor zangstem(men) en ensemble